# Dora Hanušová
Theodora Hanušová (zvaná Dora, publikující nejčastěji pod pseudonymem Bohdana Ivanová, 20. srpna 1841 Lvov – 2. prosince 1920 Praha) byla česká pedagožka, spolková činovnice, sufražetka a feministka, z překladatelka z francouzštiny a angličtiny.

## Život

### Mládí
Narodila se ve Lvově v Haliči v české rodině spisovatele, kritika a vlastence Ignáce Jana Hanuše, který mj. patřil k osobním přátelům Boženy Němcové a v Haliči pracovně působil. Její mladší sestrou byla Klemeňa Hanušová, pozdější učitelka tělocviku a členka Sokola pražského. Rodina se roku 1849 přestěhovala do Prahy, kde Ignác Jan Hanuš získal místo na univerzitě. Theodoře se dostalo velmi dobrého, zejména jazykového, domácího vzdělání vedeného otcem.

### Ženské hnutí
Jako emancipovaná mladá žena se rozhodla stát učitelkou a přihlásila na učitelský kurz a následně absolvovala státní zkoušku z francouzštiny. Toto povolání bylo v té době při výkonu spojeno s příslibem celibátu, Hanušová tak zůstala svobodná.

Spolupracovala s předními osobnostmi českého ženského emancipačního hnutí, jako byli například Karolína Světlá či Sofie Podlipská. Ty spolu s mecenášem Vojtou Náprstkem založily roku 1865 ženský spolek Americký klub dam, jehož byla Hanušová členkou. Roku 1871 se Hanušová rovněž podílela spolu s Karolínou Světlou, Emílií Bártovou či Věnceslavou Lužickou na vzniku tzv. Ženského výrobního spolku českého. Z gesce spolku byla pro tyto ženy otevřena řemeslná a obchodní škola. Ten si dal za cíl zaopatřit zejména, také válečné, vdovy a matky samoživitelky, které po ztrátě manžela nebyly schopny zajistit sobě, případně rodině, obživu a často tak upadaly do chudoby. Hanušová se rovněž stala členkou přípravného výboru dívčího gymnázia Minerva. 

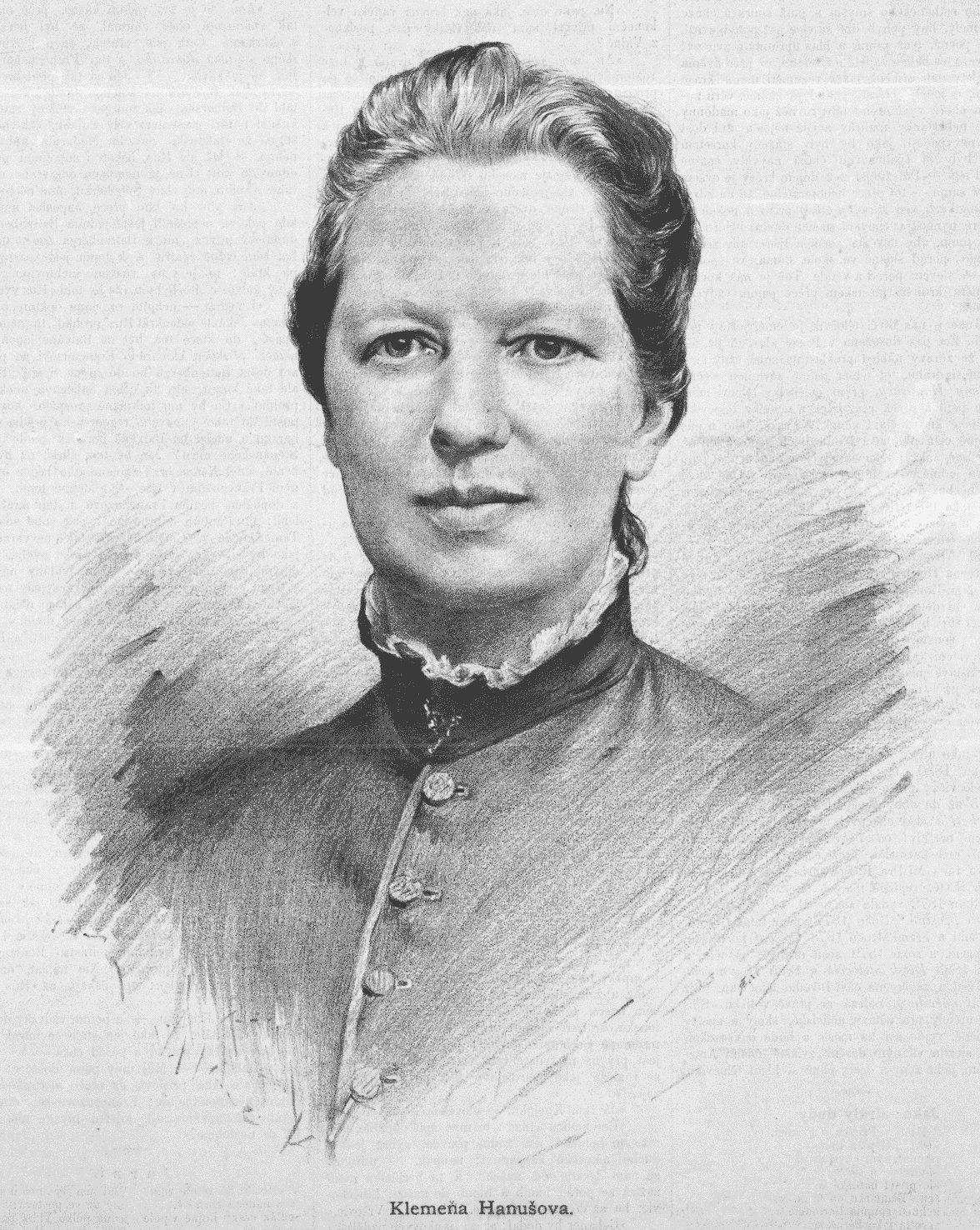
Klemeňa Hanušová, učitelka a sokolská cvičitelka, sestra Dory Hanušové (kresba J. R. Vilímka, 1887)

### Literární činnost
Publikovala téměř výhradně pod pseudonymy. Za svou kariéru přeložila celou řadu textů a děl, především z francouzštiny a angličtiny. Její překlad románu skotského spisovatele Waltera Scotta Waverley aneb Před šedesáti lety vytvářený spolu s Paulinou Královou a vydaný roku 1875 je považován za první český moderní překlad tohoto díla (včetně redakčního krácení). V následujících letech vytvořila řadu českých překladů oper evropských autorů, například romány Charlese Dickense
Články, překlady, ale také drobné prózy a další autorské texty publikovala Hanušová od roku 1875 například v časopisech Ženské listy, Ženský svět, Koleda, Lada či Ruch.

### Úmrtí
Dora Hanušová zemřela 2. prosince 1920 v Praze ve věku 79 let. Pohřbena byla na Olšanských hřbitovech.

## Dílo

### Překlady (výběr)
- Waverley aneb Před šedesáti lety, (W. Scott, 1875)
- Kenilworth, (W. Scott, asi1910)
- David Copperfield., (CH. Dickens, 1903)
- Nikudy ven!. (CH. Dickens a C. Collins, 1888)